# Derek Ritchie
Derek Ritchie ist ein ehemaliger schottischer Squashspieler.

## Karriere
Derek Ritchie war in den 1980er- und 1990er-Jahren als Squashspieler aktiv und gewann in dieser Zeit einen Titel auf der PSA World Tour. Mit der schottischen Nationalmannschaft nahm er 1993 an der Weltmeisterschaft teil. Bei Europameisterschaften wurde er mit der Nationalmannschaft 1992 gegen Finnland Europameister. Auch 1991 und 1994 gehörte Ritchie zum schottischen Kader der Europameisterschaften.

## Erfolge
- Europameister mit der Mannschaft: 1992
- Gewonnene PSA-Titel: 1